# El crítico (película)
 El crítico  es una película de Argentina filmada en colores dirigida por Hernán Guerschuny sobre su propio guion que se estrenó el 17 de abril de 2014 y tuvo como actores principales a Rafael Spregelburd, Dolores Fonzi, Ignacio Rogers y Ana Katz.

## Sinopsis
Un severo y prestigioso crítico de cine que está harto de las comedias románticas y desencantado con el cine actual conoce inesperadamente a una mujer que es atractiva pero que poco tiene que ver con su buen gusto y, por azar, empiezan a vivir situaciones que parecen del género que aquél aborrece.

## Reparto
Participaron del filme los siguientes intérpretes:
- Rafael Spregelburd	...	Víctor Tellez
- Dolores Fonzi...	Sofía
- Ignacio Rogers...	Leandro Arce
- Telma Crisanti...	Ágatha
- Ana Katz...	Roxana
- Daniel Kargieman...	Shuster
- Eduardo Iáccono...	Gorodisch
- Marcelo Subiotto...	Margulis
- Blanca Lewin...	Pinni
- Gabriela Ferrero...	Marta
- Pino Siano...	Jefe
- Marta Paccamicci...	Nélida
- Cecilia Czornogas...	Periodista
- Alfonso Ponchi Baron	...	Actor de teatro
- Pablo Krantz...	Voz en off en francés
- Leonardo Sbaraglia... Él mismo
- Diego Papic...Él mismo
- Quintín...Él mismo
- Marcelo Panozzo...Él mismo
- Alexis Puig...Él mismo
- Leonardo D'Espósito...Él mismo
- Lola Silberman...Él mismo
- Luciano Rosso...	Actor de teatro
- Claudio Torres...Mozo grande
- Javier Nichela...Mozo pequeño
- Ezequiel Díaz...Chef
- Nicolás Litman...Boletero
- Isaac Fajn...Anciano
- Sergio Serrano...Albañil
- Jorge Prado...Taxista

## Comentarios
La crónica de Clarín dijo sobre el filme:

”El crítico se ríe del oficio, pero sobre todo se ríe de sí misma….La película está plagada de cameos de personajes de la cinefilia local y de citas cinematográficas -a Woody Allen, la nouvelle vague, el Hollywood meloso, etc.- explícitas, de manera tal que todos los homenajes y plagios quedan justificados y son un arma a su favor…Hay un recurso clave para darle ritmo y gracia a la película: la voz en off. Ese elemento, que muchas veces resulta irritante, artificial o pomposo, esta vez funciona a la perfección porque Téllez, que odia las voces en off, padece la “maladie du cinéma” y es tan snob y francófilo que piensa en francés….un logrado filme, que hace gala de un humor inteligente, despojado de clichés. Una película que hay que ver.”

Paraná Sendrós en Ámbito Financiero opinó:

”Buena sorpresa, la de esta comedia donde, entre otras, se aplica la feliz y prudente moraleja "Nunca digas 'de esta agua no he de beber'"…Comedia inteligente, "El crítico" se ríe de los soberbios, juega con los clichés, envuelve ese mundo con un toque de ambigüedad temporal…y logra rápidamente la complicidad de toda clase de público, tanto el común que gusta de las románticas como el snob que las desprecia. Rafael Spregelburd hace que sigamos con piadosa simpatía los desvelos de su antipático personaje. Dolores Fonzi combina la esfinge inescrutable con la criatura vivaz y tentadora, siempre elegante, tipo Romy Schneider. Los acompañan, proveyendo subtramas necesarias, la flacucha Telma Crisanti, Ana Katz, e Ignacio Rogers como un joven director agraviado que prepara su venganza mientras escupe contra un grupito de opinólogos la mejor de las definiciones: "¡Ustedes no son directores frustrados! ¡Son críticos frustrados!".…Guerschuny.. Sabe de lo que habla. Y sabe reír con altura. Su película vale la pena.” 

Mario Salazar en el sitio web nenúfaresefervescentes dijo:

” El filme es un alegato para no negar al grupo entero de las comedias románticas, apreciar la realidad que esconden algunas, sin banalizarlas a todas, para proceder a la repetición y desligarse parcialmente de ser solo un simple producto de entretenimiento; y convertirse por un lado en una pequeña y amable intención significativa, como también en una ilustración popular, desde esa complicidad, riéndose de un tipo de crítico y su caída en los clichés del género.” 

## Premios y nominaciones
Academia de las Artes y Ciencias Cinematográficas de la Argentina Premios Sur 2014
- El crítico nominada al Premio al Mejor Guion Original y al Premio a la Mejor Opera Prima

Festival de Cine Gramado 2014
- El crítico"" ganadora del Premio de la Prensa Kikito a la Mejor Película en la competencia de cine latino